# Albizia morombensis
Albizia morombensis är en ärtväxtart som beskrevs av René Paul Raymond Capuron. Albizia morombensis ingår i släktet Albizia och familjen ärtväxter. Inga underarter finns listade i Catalogue of Life.